# 253536 Tymchenko
253536 Tymchenko è un asteroide della fascia principale. Scoperto nel 2003, presenta un'orbita caratterizzata da un semiasse maggiore pari a 2,2621620 UA e da un'eccentricità di 0,0413784, inclinata di 5,57856° rispetto all'eclittica.